# Барк

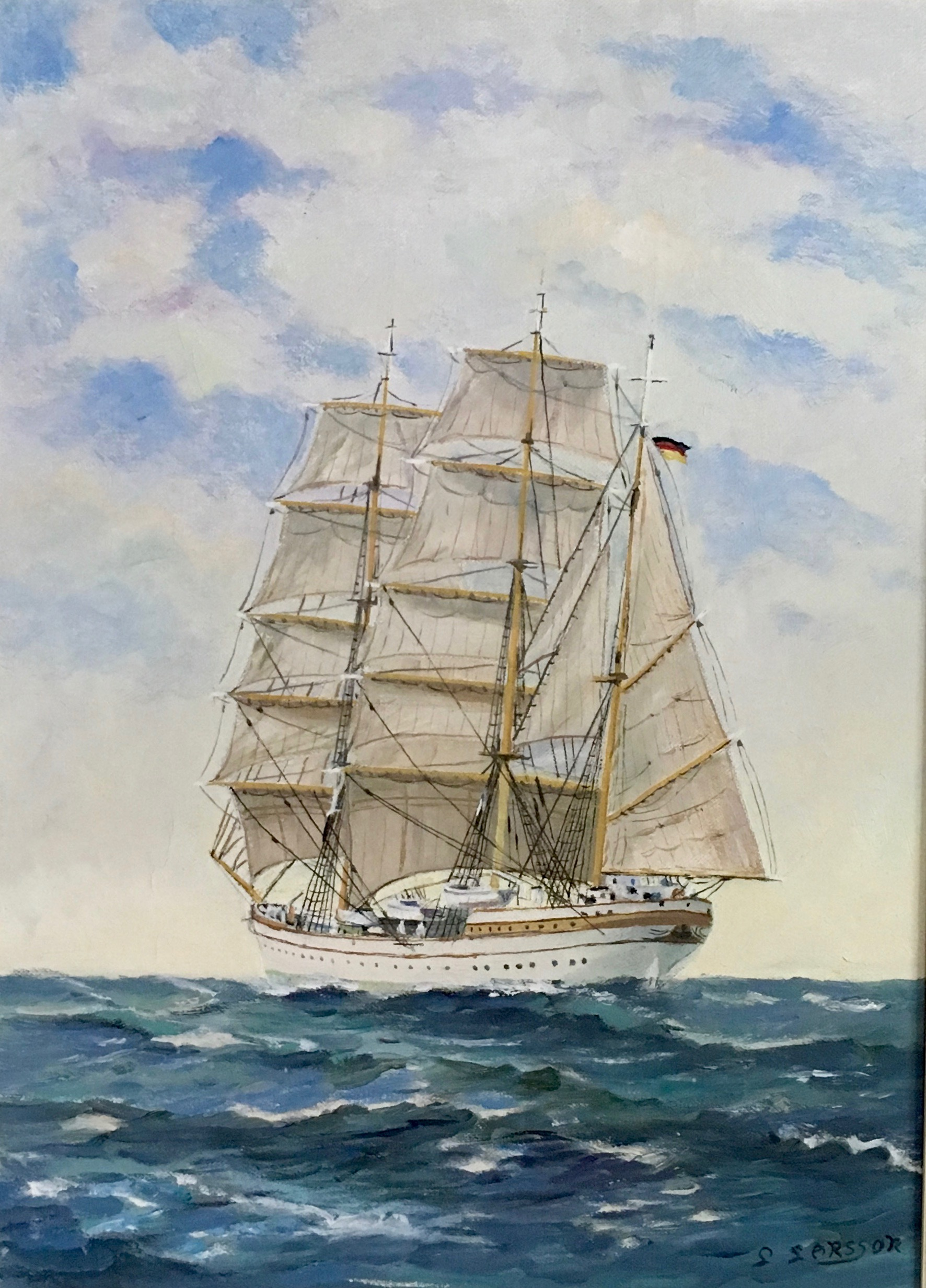
Барк «Горх Фок» (1948—2003 «Товарищ»), 1933 года постройки

Барк (нидерл. bark) — большое парусное судно с прямыми парусами на всех мачтах, кроме кормовой (бизань-мачты), несущей косое парусное вооружение. Иными словами, все мачты барка, за исключением последней, из поперечного рангоута имеют только реи, тогда как последняя мачта рей не имеет. Число мачт барка — 3 и более. Двухмачтовые парусники со смешанным парусным вооружением — прямыми парусами на передней мачте (фок-мачта) и косыми на задней (грот-мачта) называются бригантинами, а с прямым парусным вооружением на обеих мачтах — бригами.

## История названия
С середины XVIII века до начала XIX века барком называли малое парусное судно, чей корпус был плоскодонным. В основном использовался для транспортировки грузов.

## Известные барки
Трёхмачтовые
- Горх Фок 1
- Горх Фок 2
- Александр фон Гумбольдт[нем.]
- Рикмер Рикмерс
- Индевор
- Стаатсрад Лемкул
- Терра Нова
- Пуркуа Па?

Четырёхмачтовые
- Товарищ-1
- Крузенштерн
- Памир
- Седов
- Пекин
- Пассат
- Си Клауд[англ.]

Пятимачтовые
- Франс I[фр.]
- Франс II
- Копенгаген
- Р. К. Рикмерс

Самыми большими из ныне действующих парусных судов являются барки Седов и Крузенштерн. Оба они были построены в Германии в 1920-х годах, а после Второй мировой войны переданы Советскому Союзу по репарации.